# Жежељ (брдо)
Жежељ је брдо крагујевачком насељу Ждраљица. Врх се налази на 486 mnv и са њега се пружа поглед на град Крагујевац, долину реке Ждраљице и Гледићке планине на хоризонту. Од центра Крагујевца удаљено је 4–5 km. Познат је планинарски терен и излетничка тура. Преко њега води регистрована Крагујевачка планинарска стаза Жежељ-Бешњаја. По овом брду назив носи и крагујевачко Планинарско друштво „Жежељ”.

## Планинарска стаза
Планинарска стаза Жежељ-Бешњаја је популарна излетничка тура која спаја брдо Жежељ и планину Бешњају. Дужине је 19 km. Креће из насеља Ждраљица и оближњег водопада Бук (Дубоки поток) и завршава се код Момчилове воденице у насељу Букоровац.
Стаза почиње у насељу Ждраљица, прати пут за старо село Ждраљица у дужини од стотинак метара и с пута скреће према водопаду Бук. Испред водопада постоји платформа за разгледање. Бук је највиши водопад у Шумадији па самим тим и главна атракција ове туре. Стаза даље води гребеном кроз појас столетне букове шуме и пропланцима све до врха Жежељ (486м) са ког се пружа поглед на град Крагујевац, долину реке Ждраљице и Гледићке планине. На врху се налазе остаци планинарског дома који је страдао у пожару. Стаза је од водопада до врха Жежељ дугачка 2,5 km и све време води кроз шуму. Са Жежеља се стаза се спушта до засеока Средња мала у Доњој Сабанти, пролази поред неколико столетних записа и спушта се до ушћа Мамутовачког потока у реку Осаницу. Одатле следи успон ка врху Церјак (507м), до потеза званог Прлић, са ког се опет пружају лепи погледи у даљину. Даље се пролази испод врха Лисин Лаз (613м). Одатле се пут спушта и пролази изнад извора „Ђурина чесма” одакле, преко косе Велико брдо, избија на гребен Бешњаје. Одатле наставља у правцу насељау Горње Комарице, скреће према Гиговском потоку и одатле се, после краћег успона, спушта у Букоровац, до Момчилове воденице.